# ISIS (operační systém)
ISIS (zkratka Intel System Implementation Supervisor) je operační systém pro první mikroprocesory firmy Intel, především Intel 8080. Systém vyvinul v roce 1975 Ken Burgett a Jim Stein pod vedením Steva Hanny a Terryho Opdendyka na prototypu počítače nazývaného Intel Microprocessor Development System s mikroprocesorem Intel 8080 a dvěma jednotkami 8“ pružných disků. Systém byl následně dodáván pod názvem ISIS-II s překladačem jazyka PL/M, assemblerem, link editorem, a In-Circuit Emulátorem (který vyvinul Steve Morse). Na stejném typu počítače MDS 800 vytvořil Gary Kildall operační systém CP/M.[zdroj?] V Československu byl použit např. na SAPI-80 nebo SM 50/40 (pod názvem DOS MVS) .

## Popis

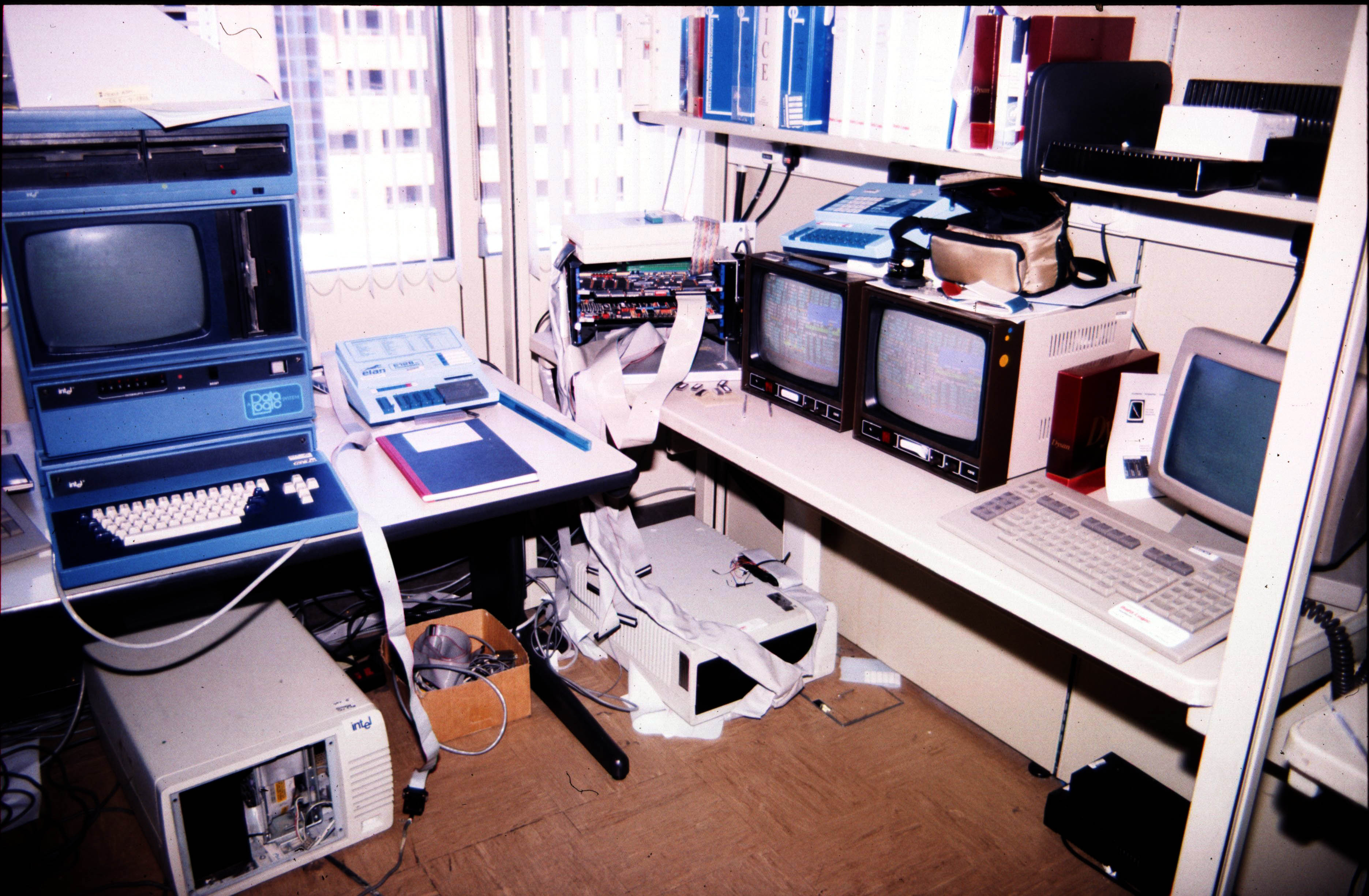
Systém Intel MDS v dubnu 1987.

Operační systém ISIS-II byl dodáván jako součást vývojového prostředí nazývaného Intel Microprocessor Development System.
S uživatelem komunikoval pomocí řádkového rozhraní podobného rozhraní terminálu nebo operačního systému CP/M.
Prostředí obsahovalo standardní příkazy operačního systému (COPY, DELETE, DIR, RENAME, FORMAT) a vývojový a ladící software (assembler, linker a debugger pro externí ladění v vyvinut zařízení). Byly k dispozici dva textové editory; CREDIT a celoobrazovkový AEDIT, který podporoval editační makra. Editované soubory se ukládaly na diskety (přitom se vytvářel záložní soubor s příponou .BAK).
API systému se podobalo CP/M; při otevření souboru musel program uvést jméno souboru nebo zařízení a systém vrátil manipulátor (anglicky handle), který sloužil pro další práci se souborem. Jména zařízení byla tvořena dvěma znaky mezi dvěma dvojtečkami (:F0: a :F1: byly jednotky pružných disků, :LP: tiskárna, atd.). Diskety používaly plochý systém souborů (bez podadresářů); jména souboru měla 1-6 alfanumerických znaků následovaných tečkou a příponou s 1-3 alfanumerickými znaky.
ISIS-II potřeboval alespoň 32 kilobytů paměti RAM, přičemž maximální adresní prostor mikroprocesorů Intel 8080/8085 byl 64 kilobytů. V MDS-800 a Series-II byla na adresách F800h až FFFFh paměť ROM s programem Monitor. Systém pak zabíral 12 KB RAM od adresy 0; následovalo 320 bytů vyhrazených pro systém a zbylá paměť RAM byla používána pro uživatelské programy a programy, které byly součástí systému ISIS-II. Jako vnější paměť sloužily 8palcové jednostranné diskety s kapacitou 250 KB při jednoduché hustotě zápisu (záznam FM) nebo 500 KB při použití zápisu s dvojitou hustotou (záznam MFM).
Pro ISIS-II byl postupně k dispozici assembler ASM80, křížové assemblery ASM86, ASM48 a ASM51 a překladače PLM-80, BASIC-80, COBOL-80 a FORTRAN-80 firmy Intel.
Firma Intel dodávala další systémy, které byly softwarově nekompatibilní a používaly jiné formáty disket:
- ISIS-PDS, který používal 5¼palcové oboustranné diskety s dvojnásobnou hustotou zápisu (DSDD – double-sided, double density s kapacitou 720 KB) a Intel personal development system (iPDS-100).
- operační systém ISIS-IV další nekompatibilní (dokonce s jinými vývojovými systémy firmy Intel), který běžel na iMDX-430 Series-IV Network Development System-II.

### Příkazy
ISIS-II monitor měl následující příkazy:
- IDISK
- FORMAT
- FIXMAP
- DEBUG
- SUBMIT
- DIR
- COPY
- HDCOPY
- DELETE
- RENAME
- ATTRIB
- BINOBJ
- HEXOBJ
- OBJHEX
- EDIT
- LIB
- LINK
- LOCATE